# Ocyrtosoma rufum
Ocyrtosoma rufum är en tvåvingeart som först beskrevs av Brauer och Julius Edler von Bergenstamm 1893.  Ocyrtosoma rufum ingår i släktet Ocyrtosoma och familjen parasitflugor. Inga underarter finns listade i Catalogue of Life.